# A.X.L.
Pour les articles homonymes, voir AXL.
Pour plus de détails, voir Fiche technique et Distribution.
A.X.L. (stylisé « A-X-L ») est un film de science-fiction américain écrit et réalisé par Oliver Daly, sorti en 2018. Il s'agit de l’adaptation du court métrage Miles du même réalisateur-scénariste (2015) et de son premier long métrage.

## Synopsis
Miles, un jeune homme malchanceux, rencontre le chien robot, A.X.L., devant servir d'essai militaire. Ayant des émotions, A.X.L décide de protéger son jeune « maître », qui va le réparer et le protéger de son créateur. A.X.L est bien décidé à le protéger à son tour et fera tout pour qu'il ne lui arrive rien, quitte à subir des dommages qui pourraient causer sa destruction totale.

## Fiche technique
Sauf indication contraire, les informations mentionnées dans cette section peuvent être confirmées par la base de données cinématographiques IMDb,  présente dans la section « Liens externes ».
- Titre original : A.X.L.
- Titre de travail : Miles
- Réalisation et scénario : Oliver Daly, d'après son court métrage Miles (2015)
- Direction artistique : Suzuki Ingerslev
- Décors : Brendan O'Connor
- Costumes : Lindsay McKay
- Photographie : Tim Orr
- Montage : Jeff McEvoy
- Musique : Ian Hultquist
- Production : David S. Goyer, Gary Lucchesi, Tom Rosenberg, Kevin Turen et Richard S. Wright
- Sociétés de production : Phantom Four, Lakeshore Entertainment et Global Road Entertainment
- Sociétés de distribution : Global Road Entertainment ; Netflix (France)
- Pays d'origine :  États-Unis
- Langue originale : anglais
- Format : couleur
- Genre : Action et science-fiction
- Durée : 98 minutes
- Date de sortie :
  - États-Unis : 24 août 2018
  - France : 26 octobre 2018 (Netflix)

## Distribution
- Alex Neustaedter (VF : Arnaud Laurent) : Miles Hill
- Becky G (VF : Camille Donda) : Sara Reyes
- Alex MacNicoll : Sam Fontaine
- Dominic Rains (en) : Andric
- Thomas Jane (VF : Yann Guillemot) : Chuck Hill
- Lou Taylor Pucci (VF : Nicolas Marais) : Randall
- Patricia de Leon  : Joanna Reyes
- Ted McGinley (VF : Bertrand Dinge) : George Fontaine
- Fred Tatasciore : A.X.L. (voix)
- Hassie Harrison : Kirsten - Fille de la station-service

Sources et légende : Version française (VF), selon le carton de doublage Netflix

## Version française
- Société de doublage : Cinephase
- Adaptation des dialogues : Sandra Dumontier

## Production
A.X.L. est l'adaptation du court métrage de preuve de concept intitulé Miles par le réalisateur-scénariste Oliver Daly, fondé grâce au financement participatif Kickstarter avec 190 bailleurs en 2014.
Le court métrage sorti en 2015, le réalisateur-scénariste reprend ce projet pour en faire un long métrage. David S. Goyer se joint au projet en tant que producteur de sa société Phantom Four banner au côté de Kevin Turen. Lakeshore Entertainment se joint à Phantom Four pour produire le film, dont le tournage débute en 2016. Global Road Entertainment se joint à Lakeshore Entertainment pour coproduire et cofinancer le projet,.

## Accueil
A.X.L. sort le 24 août 2018 aux États-Unis. Quant à la France, il est diffusé depuis le 26 octobre 2018 sur Netflix.